# Zdivo

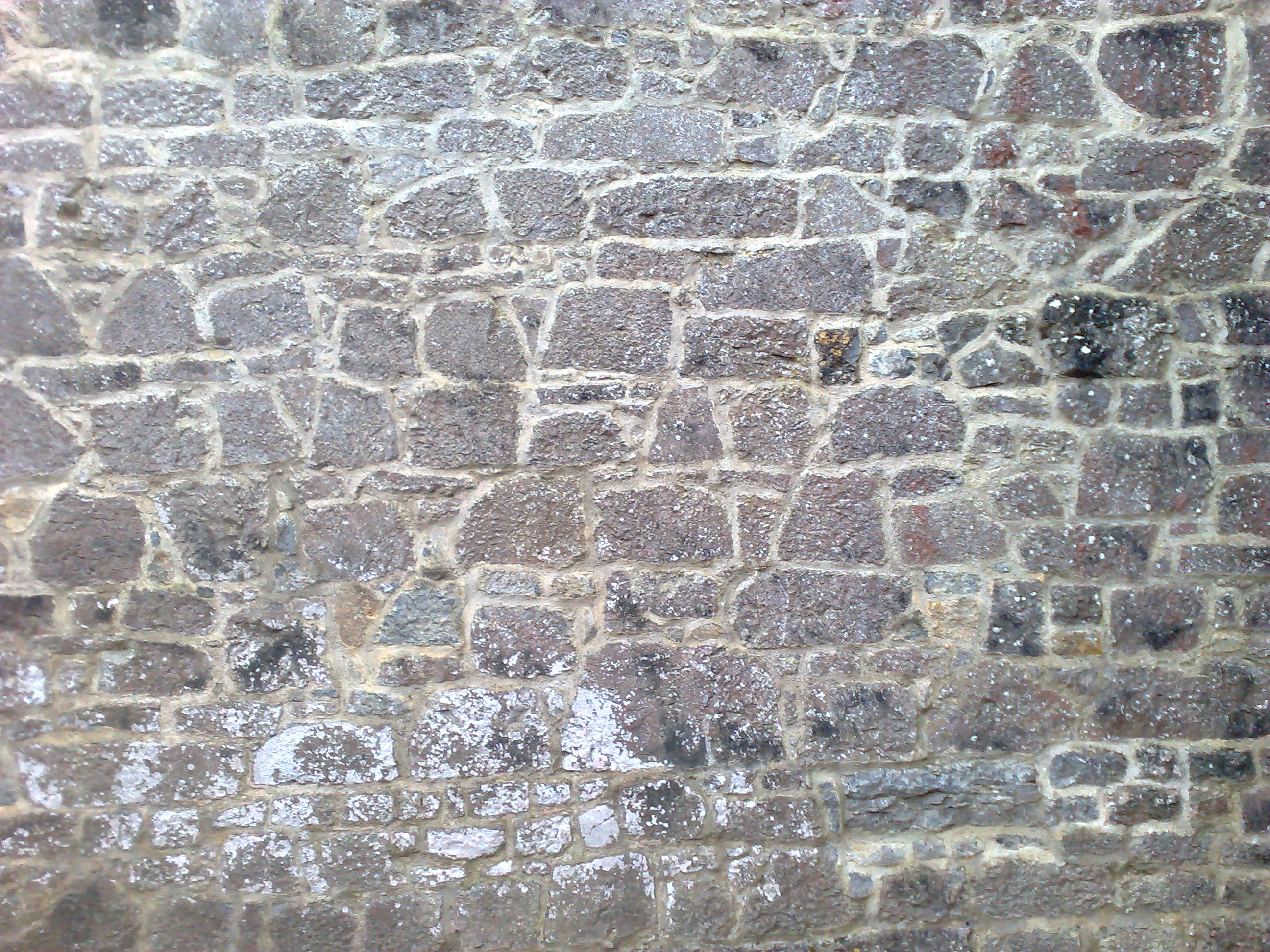
Zdivo z lomového kamene (Limerick, Irsko)

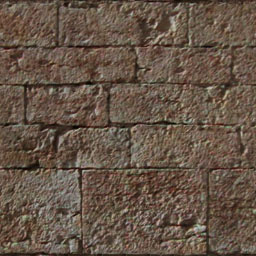
Zdivo z tesaného kamene

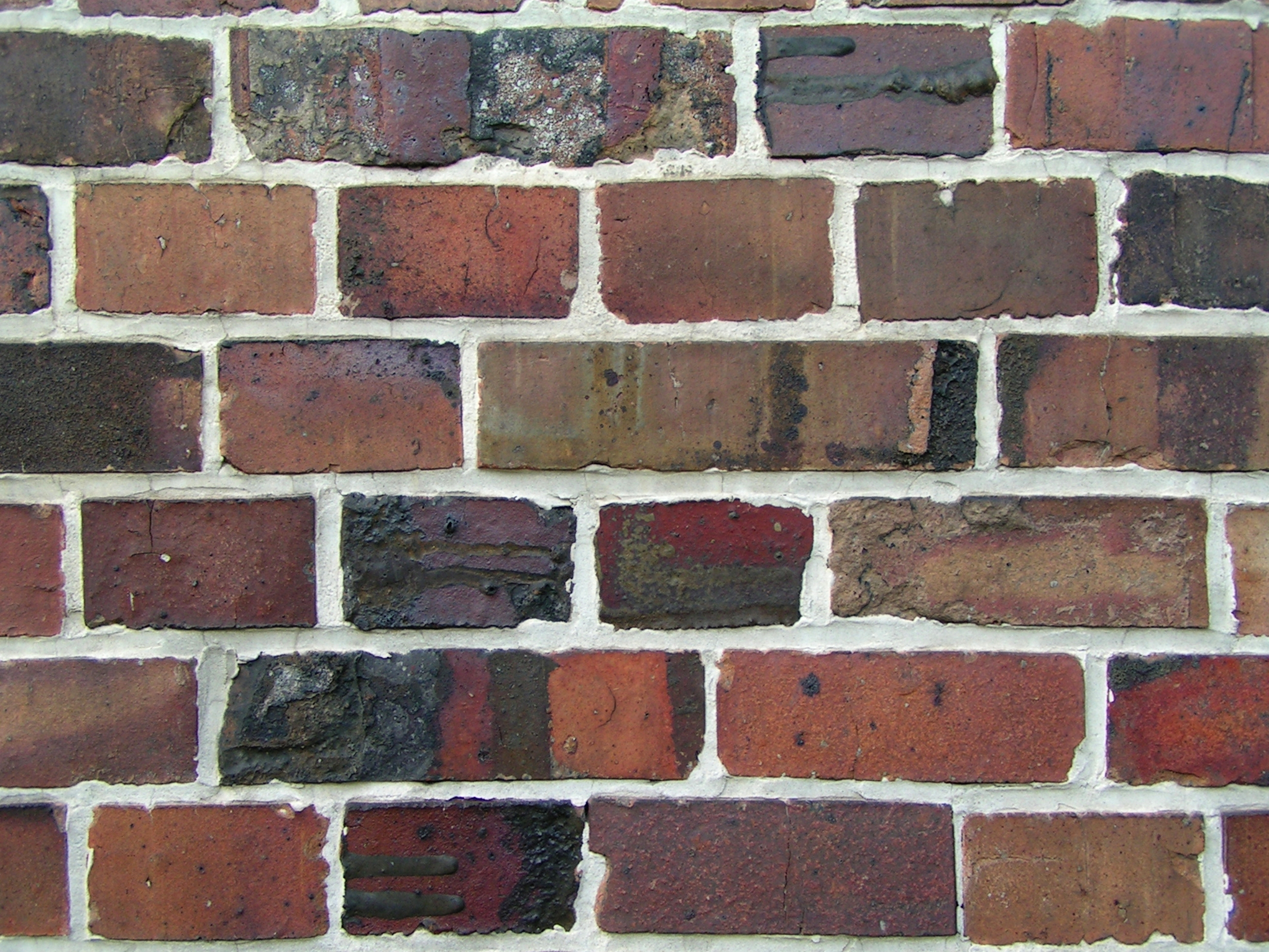
Režné cihlové zdivo

Zdivo je pevná stavební struktura, vzniklá spojováním různých materiálů (kámen, cihla, tvárnice, dřevo) maltou nebo jiným pojivem. Vedle toho se někdy hovoří i o litém zdivu (beton). Materiál i způsob zpracování často charakterizuje určitou dobu a stavební sloh.
Zdivo se dělí na režné (lícové, pohledové) a zdivo určené k omítání („pod omítku“). Režné zdivo vyžaduje lepší materiál (lícovka) i opracování, aby odolávalo vlivům počasí. Zvláštním druhem zdiva je zdivo pro klenby.
Podle materiálu se zdivo dělí na kamenné, cihelné, smíšené a hrázděné.

## Různé druhy zdiva
- Haklíkové zdivo – kamenné kvádrové zdivo se svislými haklíky
- Hrázděné zdivo – kombinace dřeva, hlíny a cihel
- Kvádříkové zdivo – zdivo s líci z vrstev kamenných kvádrů menší velikosti do cca 25 cm (románské období)
- Kyklopské zdivo – z velkých lomových kamenů
- Lomové zdivo – z neopracovaných kamenů
- Opus caementum – římské lité zdivo
- Opus spicatum – klasové zdivo
- Režné zdivo – neomítané cihelné zdivo
- Řádkové zdivo – pravidelné zdivo z tesaného kamene
- Smíšené zdivo – kombinace cihel a kamene
- Bosované zdivo – z kamenných kvádrů na povrchu hrubých či zaoblených